# Station Hannover-Anderten-Misburg
Station Hannover-Anderten-Misburg (Haltepunkt Hannover-Anderten-Misburg) is een spoorwegstation in de Duitse stad Hannover, stadsdelen Anderten en Misburg, in de deelstaat Nedersaksen. Het station ligt aan de spoorlijn Hannover - Lehrte. Het voormalige stationsgebouw heeft een monumentale status. In het gebouw bevindt zich het café Alter Bahnhof Anderten en in het gebouw zijn er talrijke spoorwegattributen tentoongesteld. 

## Geschiedenis

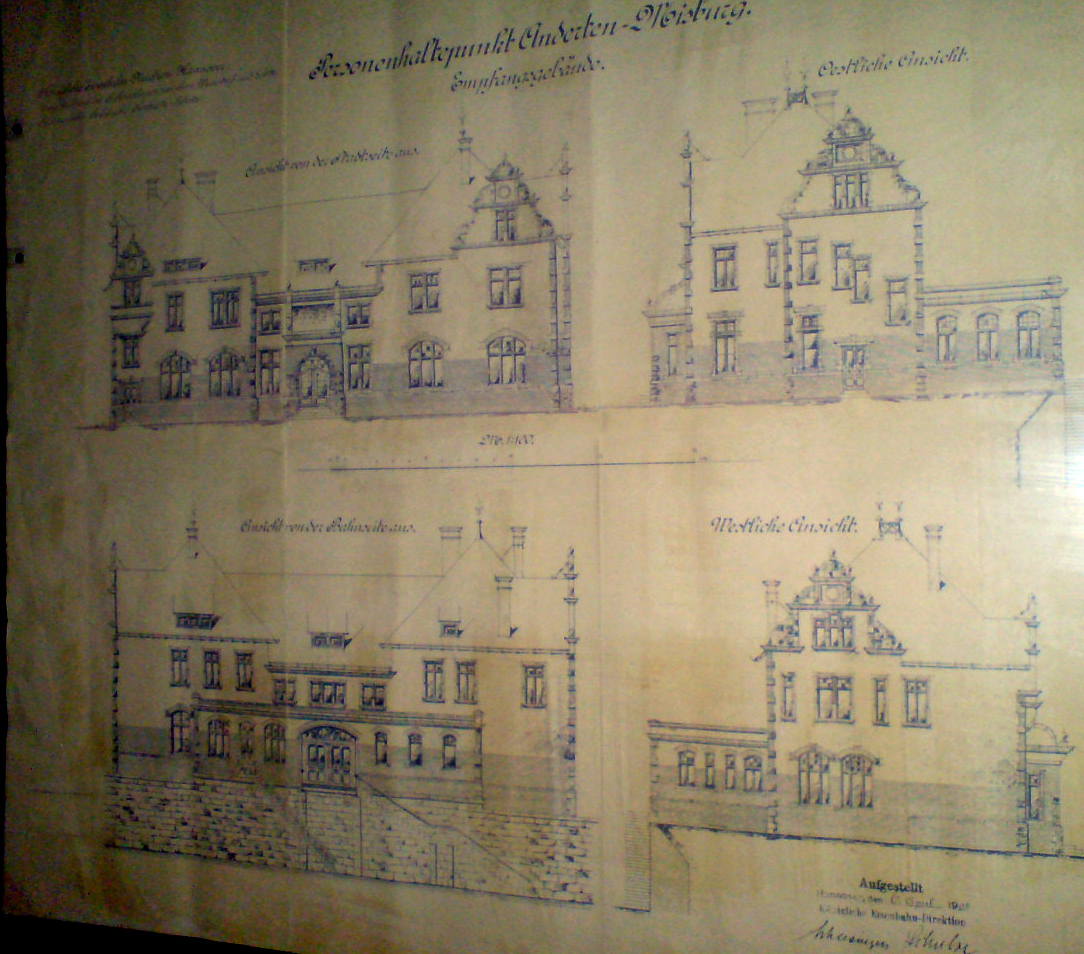
Bouwtekening van het stationsgebouw (2012)

Nadat in 1843 noordelijk van het dorp Anderten de spoorlijn Hannover - Braunschweig was geopend, werd door de industrialisering deze spoorlijn steeds drukker en raakte overbelast. Voor het reizigersverkeer werd begin twintigste eeuw rond de 600 meter zuidelijk een nieuwe spoorlijn gebouwd, die vanaf Lehrte komt en bij de dierentuin weer op het oude tracé terug. In 1906 werd de nieuwe spoorlijn geopend. Het stationsgebouw kwam in 1910 gereed. De oude spoorlijn werd onderdeel van de goederenlijn om Hannover. Deze had nog tot in 2013 bij het Hermann-Löns-Park een verbinding met de oude spoorlijn naar het Hauptbahnhof. Doordat het stationsgebouw niet meer door het spoorverkeer werd gebruikt, werd deze in 1983 verkocht.

## Stationsgebouw
Het stationsgebouw is gepleisterd en deels opgebouwd met baksteen en zandsteen op een rechthoekige basis. Het gebouw bestaat uit drie delen: een anderhalf verdieping tellende middengedeelte met de ingang en het voormalige stationshal en daarbij aansluitend twee tweeverdiepingen tellende zijvleugels, waarop de begaande grond een wachtruimte en dienstruimte bevond en op de bovenverdiepingen de woonruimtes.
Het gebouw is versierd met puntgevels, risaliet en erkers. Het station "is voor een voorstad als Anderten een goed voorbeeld van een representatief gebouw, doch illustreert het belang", die gegeven is aan de drukke spoorlijn.

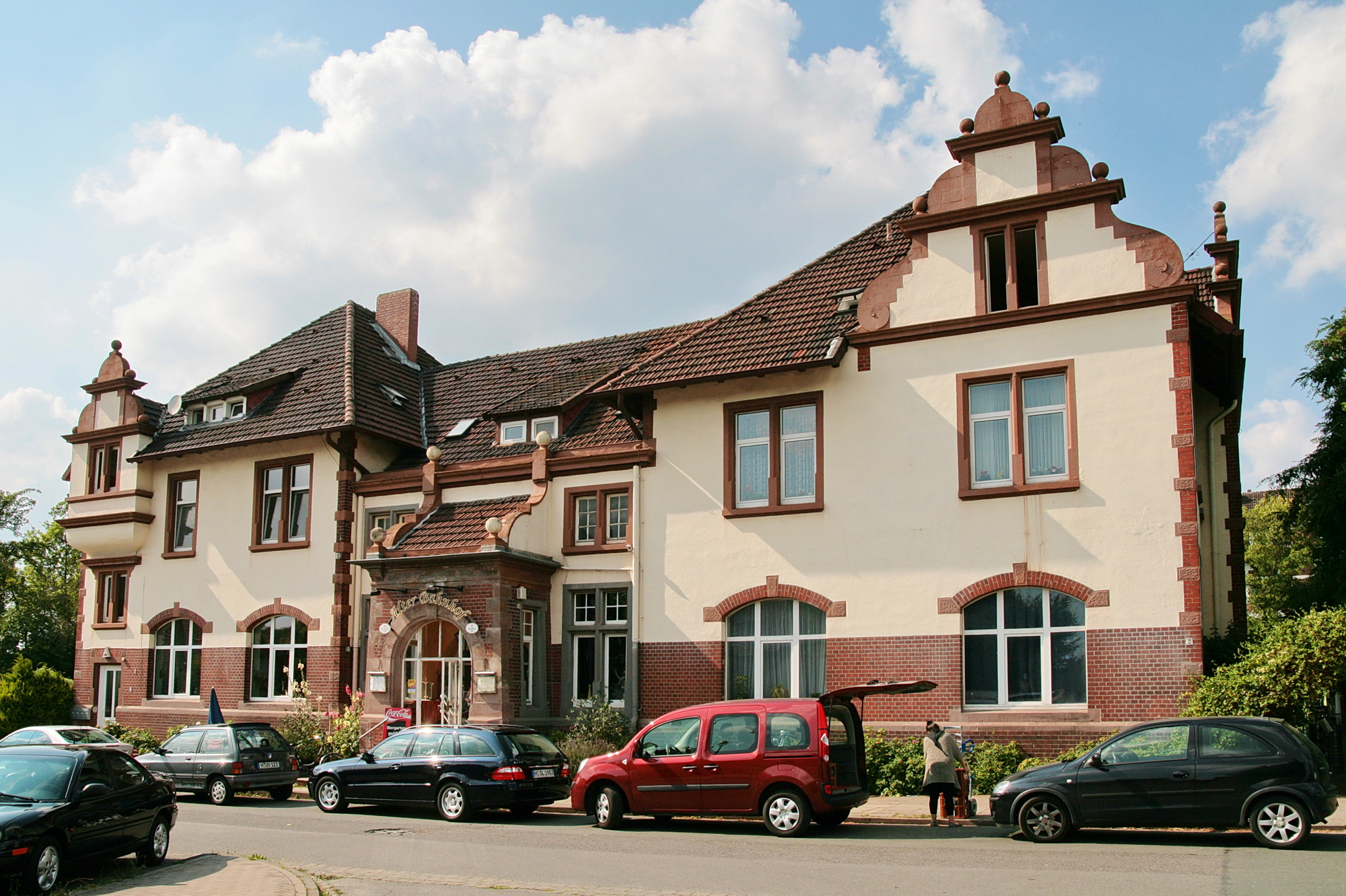
Vooraanzicht van het voormalige stationsgebouw (2009)
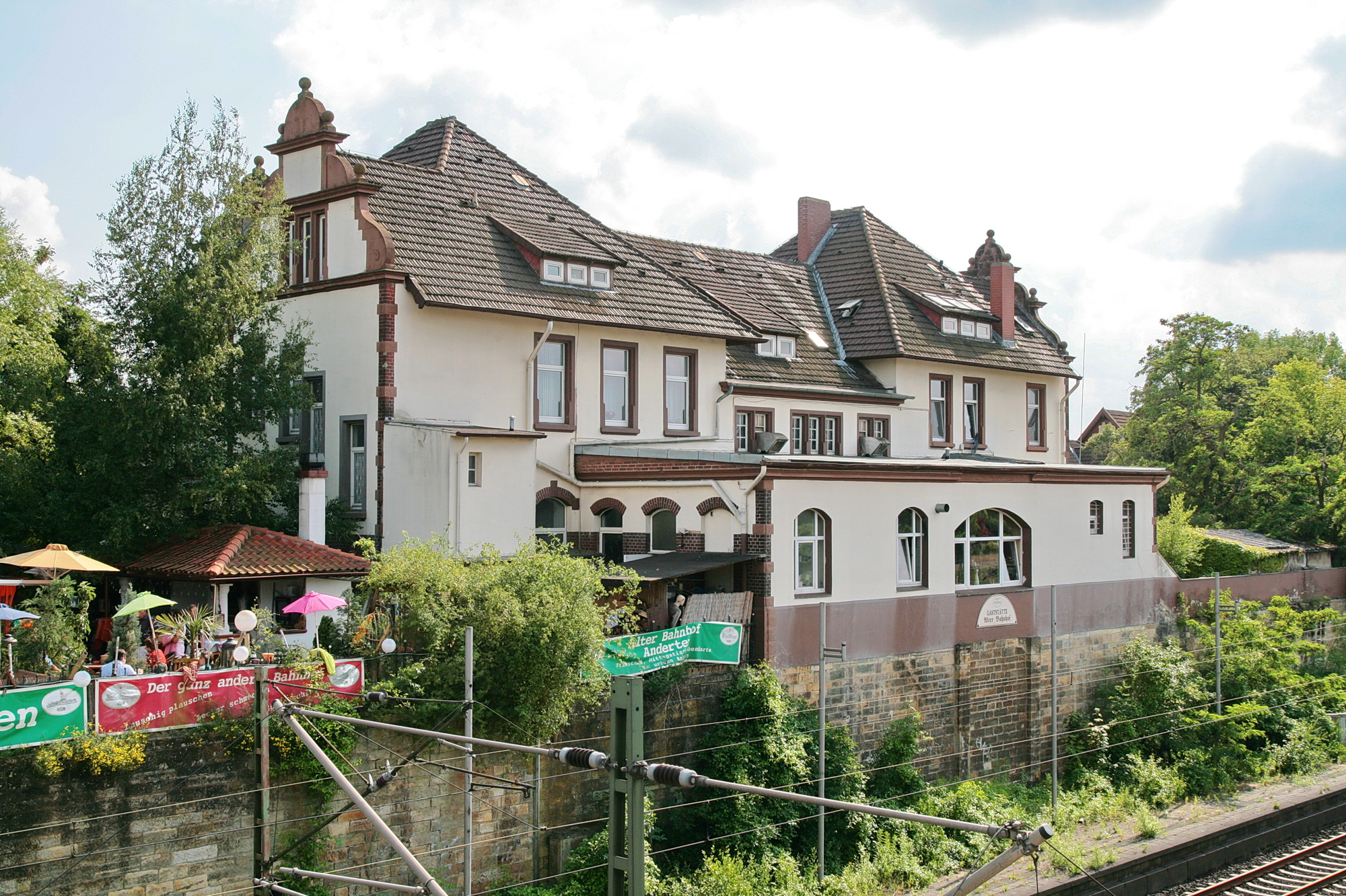
Achterzijde van het stationsgebouw, met rechts op de voorgrond is een deel van het voormalige perron zichtbaar (2009)
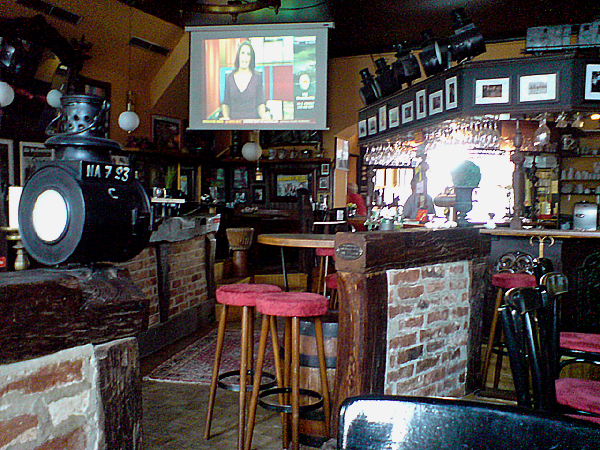
Binnen het gebouw met vele spoorwegattributen (2012)
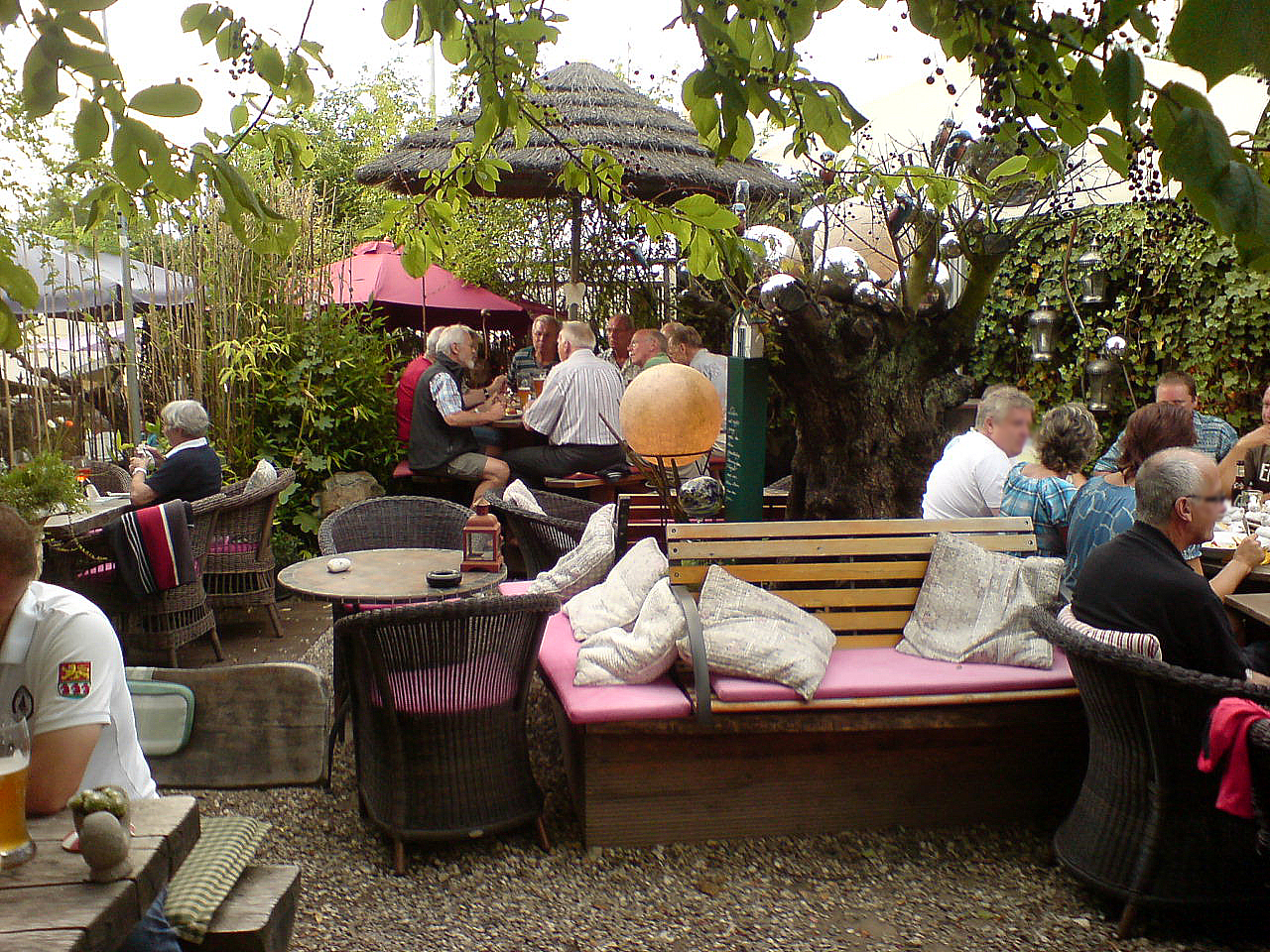
Blik in de Biergarten (2012)

## S-Bahn-station
In het jaar 2000 werd de S-Bahn van Hannover ingevoerd, waardoor de spoorlijn tussen Hannover en Lehrte met twee sporen werd uitgebreid. Bij station Anderten-Misburg lopen de S-Bahn-sporen ten noorden van de oude spoorlijn. Het station heeft een eilandperron en is toegankelijk gemaakt door een ligt. Het hoofdperron langs het stationsgebouw wordt niet meer gebruikt, maar is nog wel aanwezig (begroeid). Het oude perron voor de treinen naar het Hauptbahnhof is bij het aanleggen van de S-Bahn-sporen verwijderd. Het station wordt eenmaal per uur door de lijnen S3 en S7 bedient, waardoor er een halfuurfrequentie tussen Hannover Hauptbahnhof en Lehrte ontstaat. 

### Verbindingen
Het station is onderdeel van de S-Bahn van Hannover, die wordt geëxploiteerd door DB Regio Nord. De volgende treinseries doen het station Hannover-Anderten-Misburg aan:
| Serie | Treinsoort             | Route                                                              | Bijzonderheden |
| ----- | ---------------------- | ------------------------------------------------------------------ | -------------- |
| S3    | S-Bahn (DB Regio Nord) | Hannover Hbf – Hannover-Anderten-Misburg – Lehrte – Hildesheim Hbf |                |
| S7    | S-Bahn (DB Regio Nord) | Hannover Hbf – Hannover-Anderten-Misburg – Lehrte – Celle          |                |

Hannover Hbf ·
Hannover-Kleefeld ·
Hannover Karl-Wiechert-Allee · 
Hannover-Anderten-Misburg ·
Ahlten (Han) ·
Lehrte ·
Hämelerwald ·
Vöhrum ·
Peine ·
Woltorf ·
Sierße ·
Vechelde ·
Groß Gleidingen ·
Broitzem ·
Braunschweig Hauptbahnhof